# Epicus Doomicus Metallicus
Epicus Doomicus Metallicus ist das Debütalbum der schwedischen Epic-Doom-Band Candlemass.

## Geschichte
Unter anderem durch Vermittlung von Mark Shelton von Manilla Road kamen Candlemass zu Black Dragon Records.

„Wir hatten ein Demo an Black Dragon geschickt und die hatten es ihm bei einer Gelegenheit in Paris vorgespielt. Er fand klasse, was er hörte und meinte, "nehmt die unter Vertrag!". Wir schulden ihm also einen, es war klasse von ihm, uns zu helfen.“

Auf dem Album ist noch der ursprüngliche Sänger der Band, Johan Langqvist, zu hören. Er war zwischenzeitlich als Taxifahrer in Stockholm tätig und ist seit 2018 wieder Sänger der Band. Das Stück Demon’s Gate basiert auf dem Film The Beyond von 1981.

## Kritik
Boris Kaiser schrieb im Magazin Rock Hard in einer Kritik zum Nachfolger Nightfall: „Bereits auf ihrem Debüt ‚Epicus Doomicus Metallicus‘ zeigten die Schweden CANDLEMASS mit einem Song wie ‚Solitude‘, dass sie eine der traurigsten Bands aller Zeiten waren. Lediglich die Vocals von Gastsänger Johan Langquist wurden dem hohen musikalischen Niveau nicht gerecht.“

## Titelliste
Alle Stücke wurden von Leif Edling geschrieben.
1. Solitude – 5:37
2. Demons Gate – 9:12
3. Crystal Ball – 5:23
4. Black Stone Wielder – 7:36
5. Under the Oak – 6:56
6. A Sorcerer’s Pledge – 8:12

### Titel der Bonus-Live-CD
Aufgenommen in Birmingham, England, März 1988.
1. The Well of Souls – 7:25
2. Demons Gate – 9:02
3. Crystal Ball – 5:18
4. Solitude – 6:25
5. Bewitched – 6:24
6. A Sorcerer’s Pledge – 10:53
7. Black Sabbath Medley – 6:12